# Sam Dekker
Samuel Thomas Dekker (ur. 6 maja 1994 w Sheboygan) – amerykański koszykarz, występujący na pozycjach skrzydłowego.
28 czerwca 2017 w wyniku grupowej wymiany trafił do Los Angeles Clippers.
7 sierpnia 2018 został zawodnikiem Cleveland Cavaliers w wyniku wymiany z Los Angeles Clippers.
7 grudnia trafił w wyniku wymiany z udziałem trzech zespołów do Washington Wizards.
3 sierpnia 2019 dołączył do rosyjskiego Lokomotiwu Kubań.
23 lipca 2020 dołączył tureckiego Türk Telekom Ankara. 9 sierpnia 2021 został zawodnikiem Toronto Raptors. 6 listopada 2021 opuścił klub.

## Osiągnięcia
Stan na 17 listopada 2021, na podstawie, o ile nie zaznaczono inaczej.
NCAA
- MVP turnieju Cancun Challenge Riviera Division (2014)
- Zaliczony do:
  - I składu:
    - zawodników pierwszorocznych Big Ten (2013)
    - NCAA Final Four (2015)[9]

  - II składu Big Ten (2014, 2015)
  - składu All-Big Ten Honorable Mention (2013)

Reprezentacja
- Mistrz Ameryki U–18 (2012)